# Третья республика Южной Кореи
Тре́тья респу́блика Ю́жной Коре́и — правительство Республики Корея с 1963 до 1972 года. При его формировании предполагался возврат к гражданскому управлению страной после периода правления военного Верховного совета национальной перестройки. Однако президентом стал бывший лидер Совета Пак Чонхи. После выборов 1963 года он оставил военную карьеру.
Пак участвовал снова в выборах 1967 года, набрав 51,4 % голосов. В то время не разрешалось занимать президентскую должность более двух сроков подряд, однако в 1969 году через парламент была проведена поправка к Конституции, которая позволяла участвовать в выборах в третий раз, и в президентских выборах 1971 года победил снова Пак Чонхи, лишь ненамного обойдя кандидата от оппозиции Ким Дэджуна.